# Тихая Земля (фильм)
«Тихая Земля» (англ. The Quiet Earth, редко «Тихая планета») — новозеландский кинофильм 1985 года. Экранизация одноимённого произведения Крэйга Харрисона.

## Сюжет
5 июля, обычное зимнее утро недалеко от Гамильтона, Новая Зеландия. В 6:12 утра солнце на мгновение темнеет, и ненадолго появляется красный свет, окружённый темнотой.
Зак Хобсон — учёный, работающий в компании Delenco, которая входит в состав международного консорциума во главе с США, работающего над «Проектом Flashlight» — экспериментом по созданию беспроводной глобальной энергетической сети. Зак внезапно просыпается, и когда включает радио, слышит только белый шум. Он едет в город, но никого там не находит. Обследуя увиденный пожар, он обнаруживает горящие обломки пассажирского самолёта, и отсутствие тел пассажиров в нём, только пустые кресла с пристёгнутыми ремнями безопасности.
Зак входит в свою лабораторию и не может связаться ни с одной из других лабораторий по всему миру. В подземной лаборатории он обнаруживает мёртвое тело своего начальника Перрина у главного пульта управления сети Flashlight; на мониторе отображается сообщение «Операция Flashlight завершена». Массовое исчезновение, кажется, совпадает с моментом активации Flashlight. Лаборатория внезапно и автоматически герметизируется из-за радиации, поэтому он изготавливает газовую бомбу, чтобы проделать отверстие наружу и через него сбежать.
Он слушает свой собственный голос на диктофоне, описывающем проект как имеющий «феноменальный разрушительный потенциал», а затем делает новую голосовую запись: «Зак Хобсон, 5 июля. Первое: в проекте Flashlight произошёл сбой с разрушительными последствиями. Второе: похоже, я единственный человек, оставшийся на Земле.» Он называет это явление «Эффектом».
После недели попыток связаться с другим людьми Зак переезжает в пустующий особняк. Его психическое состояние начинает постепенно ухудшаться. Он надевает женскую ночную рубашку, его душевное состояние резко меняется от веселья до отчаяние. Он собирает картонные вырезы знаменитых людей (включая Адольфа Гитлера, Елизавету II и Папу Иоанна Павла II), играет громкую фанфару и приветствие из больших динамиков и обращается к вырезам с балкона. Он объявляет себя «Президентом этой Тихой Земли», а затем устраивает разрушительное буйство после того, как отключается электричество. Он врывается в церковь, стреляет в статую распятия Иисуса и объявляет, что он и есть Бог. После того, как он случайно раздавил пустую детскую коляску огромным бульдозером, он вставляет ствол дробовика себе в рот, но вовремя останавливается. Это событие помогает ему осознать своё деструктивное поведение и взять себя в руки.
Зак возвращается к более менее нормальному распорядку дня. Однажды утром в его доме появляется молодая женщина по имени Джоан. Она нравится Заку, и через несколько дней у них происходит сексуальный контакт. Они находят третьего выжившего — человека из Новозеландского племени маори по имени Апи. Трое приходят к пониманию, почему выжили именно они: в момент «Эффекта» они все были на грани смерти: Апи тонул во время драки, Джоан получила удар током от неисправного фена для сушки волос, а Зак пытался совершить самоубийство с помощью передозировки таблетками. Он осознал, что эксперимент представляет серьёзную опасность для человечества, и чувствовал себя виноватым за то, что не высказал свои опасения вслух. Обнаружение его тела с его удостоверением личности и диктофоном рядом привело бы к приданию огласки проекта Flashlight и прекращению эксперимента до того, как стало бы слишком поздно.
Между троицей развивается любовный треугольник, но Зака больше беспокоят его научные наблюдения: универсальные физические константы изменяются, в результате чего положение Солнца колеблется и становится крайне нестабильным. Зак опасается, что «Эффект» произойдёт снова (и что Солнце в любом случае скоро коллапсирует и уничтожит Землю), и он решает уничтожить объект Delenco. Апи предположил — если сеть Flashlight продолжает функционировать и нарушать естественную работу Солнца, то выведение из строя этой сети — единственное решение проблемы. Троица едет на грузовике со взрывчаткой к месту работы Зака, но останавливаются на определённом расстоянии от него, когда Зак обнаруживает опасный уровень ионизирующего излучения, исходящего от установки Flashlight. Он сообщает остальным, что отправится в город и установит дистанционное управление на грузовик, чтобы с помощью него направить машину со взрывчаткой прямо в сеть Flashlight. Пока Зака нет, у Джоанн и Апи происходит сексуальный контакт. После него Апи говорит Джоанн, что он пожертвует собой, направив грузовик в Flashlight; он сомневается, что устройство Зака будет способно управлять транспортным средством таких размеров. Затем они слышат шум приближающегося грузовика. Зак не поехал в город устанавливать оборудование для дистанционного управления грузовика. Вместо этого он сам лично управляет грузовиком и въезжает на нём на крышу лаборатории, которая впоследствии обрушивается. Зак подрывает взрывчатку в грузовике - в этот же момент происходит "Второй Эффект". Снова виден ярко-красный свет, окружённый тëмным туннелем. Зак просыпается на пляже при закате солнца. Над океаном поднимаются странные образования облаков, напоминающие водяные смерчи. Он подходит к краю воды и видит окруженную кольцами огромную планету, медленно поднимающуюся над горизонтом. Как единственный выживший после нового «Эффекта», Зак смотрит на своё необъяснимое окружение с недоумением и отчаянием.

## В ролях
- Бруно Лоуренс — Зак Хобсон
- Элисон Рутледж — Джоанна
- Пит Смит — Апи
- Анзак Уоллес — друг Апи
- Норман Флетчер — Перрин
- Том Хайд — учёный